# Вирус энцефаломиелита птиц
Вирус энцефаломиелита птиц (англ. Tremovirus A) — вид вирусов из семейства пикорнавирусов. В 2014 году первоначальное название вида (Avian encephalomyelitis virus) было изменено, как и ещё у нескольких видов пикорнавирусов.

## Геном
Геном вируса энцефаломиелита птиц был секвенирован в 1999 году. Геном вируса стал первым секвенированным геномом пикорнавирусов птиц. Геном состоит из 7032 нуклеотидов и короче любого пикорнавируса млекопитающих.
Открытая рамка считывания, по видимому, кодирует полипротеин, состоящий из остатков 2134 аминокислот. Последовательность полипротеина на 39 % сходна с последовательностью генома вируса гепатита A. Предсказано 11 продуктов разрезания полипротеина. 5’-НТО вируса энцефаломиелита птиц является самой короткой из всех секвенированных геномов пикорнавирусов, и, в отличие от вируса гепатита A, не содержит длинных полипиримидиновых участков.